# 市立伊丹病院
市立伊丹病院（しりついたみびょういん）は、日本の兵庫県伊丹市にある医療機関である。伊丹市病院事業の設置等に関する条例により設置された市立の病院である。
伊丹市に住む住民の間では市民病院（しみんびょういん）との通称が広く用いられている。

## 沿革
- 1957年（昭和32年）9月3日 - 開院。当時は伊丹市営バス春日丘西停留所（当時の停留場名は「伊丹病院前」であった）付近にあった。
- 1963年（昭和38年）5月 - 総合病院の認可。
- 1983年（昭和58年）5月 - 新病院での診療開始。
- 2010年（平成22年）9月 - 兵庫県指定がん診療連携拠点病院に認定。
- 2019年（令和元年）12月24日 - 公立学校共済組合近畿中央病院と統合する方針が明らかになり、2026年8月の開院予定[2][3][4]

## 診療科

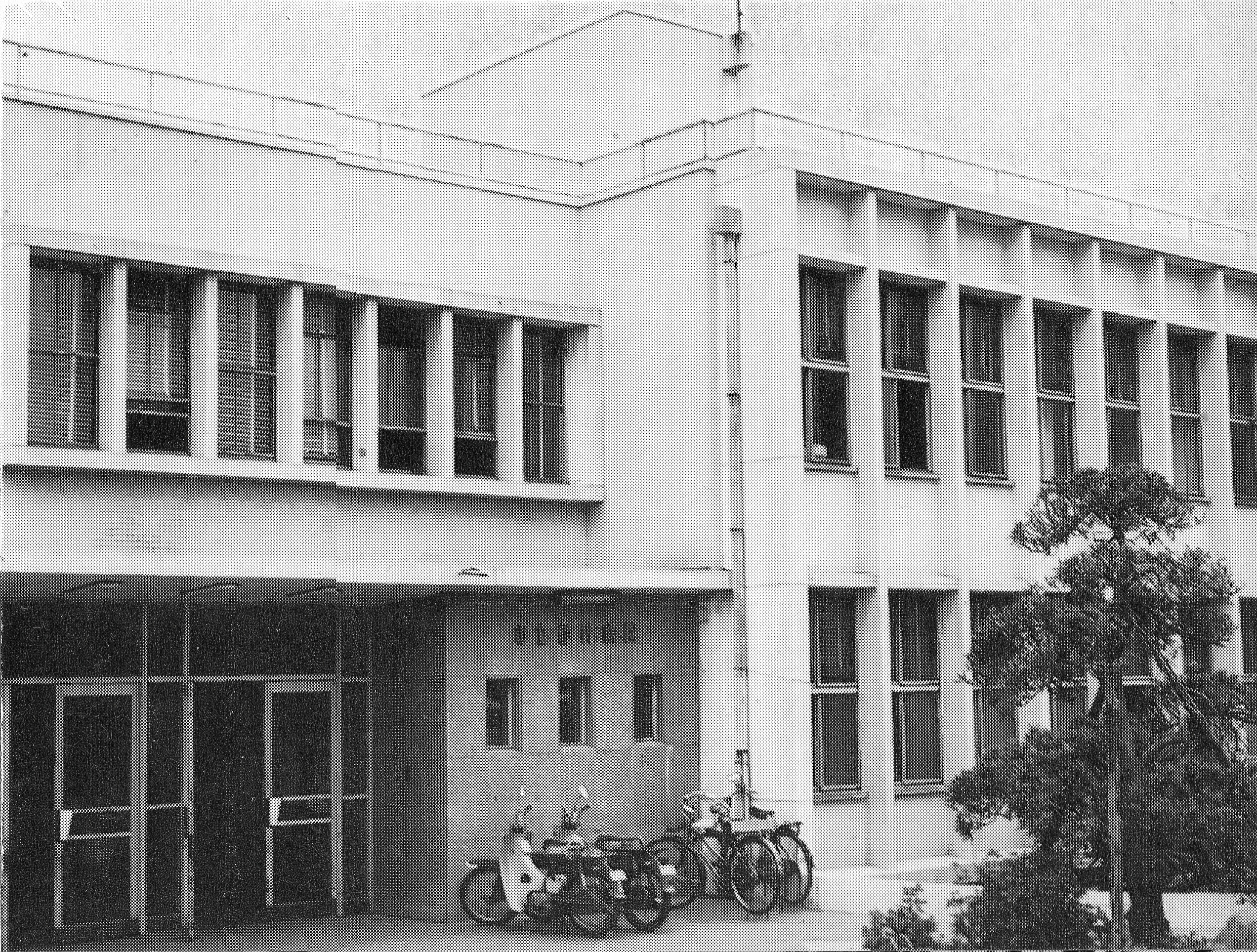
春日丘に所在した初代市立病院（1967年頃）

- 内科
- 消化器内科
- 呼吸器内科
- 血液内科
- 糖尿病内科
- 循環器内科
- 老年内科
- アレルギー疾患リウマチ科
- 心療内科
- 精神科
- 小児科
- 小児外科
- 外科
- 呼吸器外科
- 整形外科
- 泌尿器科
- 産婦人科
- 皮膚科
- 眼科
- 形成外科
- 耳鼻咽喉科
- 脳神経外科
- 放射線科
- 麻酔科
- 歯科口腔外科
- 病理診断科

## 病床数
- 全414床
- ICU,CCU  5床
- NICU  10床
- 無菌治療室  2床
- 開放病床  5床
- 人間ドック  9床

## 交通アクセス
- 伊丹駅 (阪急)から伊丹市営バスで約15分、伊丹病院住友前バス停で下車。
- 伊丹駅 (JR西日本)からバスで約20分、伊丹病院住友前バス停で下車。
- 中山寺駅（JR西日本）からバスで約20分、伊丹病院住友前バス停で下車。